# Caius Gracchus
Pour les articles homonymes, voir Sempronius Gracchus.
 (août 2016).
Si vous disposez d'ouvrages ou d'articles de référence ou si vous connaissez des sites web de qualité traitant du thème abordé ici, merci de compléter l'article en donnant les références utiles à sa vérifiabilité et en les liant à la section « Notes et références ».
Caïus Sempronius Gracchus (C. Sempronius Gracchus), né en 154 av. J.-C. et mort en 121 av. J.-C. , forme avec son frère Tiberius Gracchus les « Gracques ».
Il est d'abord questeur en Sardaigne en 126 av. J.-C. avant d'être élu tribun de la plèbe en 124 av. J.-C. pour l'année 123 av. J.-C.

## Biographie
Caïus a apparemment un vrai programme politique : diminuer les pouvoirs du Sénat romain et accroître ceux des comices afin de relever la République. Afin de faire accepter son projet de loi agraire, il commence par  gagner les faveurs des principaux opposants au Sénat, la plèbe et les chevaliers, par diverses mesures :
- la Lex Sempronia frumentaria, qui prévoit de distribuer un boisseau de blé par mois à prix réduit à tous les citoyens pauvres. Certains considèrent que, même si elle semble nécessaire, car la pauvreté des citoyens est un problème réel à Rome, cette loi est un fin calcul politique dans la mesure où elle permet de s'attirer les faveurs populaires ;
- la Lex Calpurnia, qui introduit la parité entre les chevaliers et les sénateurs devant les tribunaux. Les quaestiones perpetuae (question perpétuelle) sont ouvertes aux chevaliers. Caïus augmente le nombre des jurés de trois cents à six cents membres et introduit trois cents chevaliers. De ce fait, l'avantage que détenaient les sénateurs sur le plan judiciaire sur les chevaliers n'existe plus ;
- la Lex theatralis, qui sépare les chevaliers des sénateurs dans les théâtres ;
- une loi qui confère aux chevaliers la collecte de l'impôt de la riche province d'Asie ;
- la Lex Sempronia de comitiis, qui modifie les modalités d'élection des comices centuriates. L'ordre de succession des centuries dans le déroulement du vote est dorénavant établi par tirage au sort.

Toutes ces mesures tendent à réduire le pouvoir des sénateurs au profit des chevaliers dans le fonctionnement des comices.
Dans un second temps, Caïus s'emploie à faire passer sa réforme agraire, qui allait dans le même sens que celle de son frère :
- la juridiction des triumvirs, supprimée en 129 av. J.-C., est rétablie
- les assignations de terre passent de trente à deux cents jugères pour permettre aux citoyens pauvres d'améliorer leur condition sociale ;
- il propose la création de colonies afin de soutenir son projet : deux en Italie et une à Carthage.

Pour faire accepter sa proposition par le sénat, il permet aux patres d'acquérir des terres qu'ils convoitaient dans le Latium et autour de Tarente et de Capoue.
Cela lui assure une grande popularité et lui permet de se faire réélire tribun de la plèbe en 123 av. J.-C. En effet, depuis le vote d'une loi de Caïus Papirius Carbo en 125 av. J.-C., les tribuns de la plèbe pouvaient être reconduits dans leur fonction sans attendre le délai traditionnel.
Pour lutter contre lui, le Sénat décide de réduire son influence. Il dresse contre lui le tribun Marcus Livius Drusus. Celui-ci propose alors la création de douze colonies de trois mille hommes choisis parmi les capite censi, les citoyens pauvres. Cette surenchère détourne l'attention du peuple de Caïus au profit de Drusus, qui peut ainsi faire voter une loi supprimant les vectigales (redevances de l'ager publicus), ce qui eut pour effet d'exonérer les grands propriétaires et donc beaucoup de sénateurs.
Caïus réplique en proposant la création d'une colonie de six mille hommes sur le site de Carthage et l'octroi de la citoyenneté romaine complète aux Latins et partielle (sine suffragio) aux Italiens afin de s'attirer leurs faveurs.
Mais ses propositions sont trop hardies pour la Rome de l'époque et vont causer sa perte. La création d'une colonie sur le site maudit de Carthage est considéré comme un sacrilège ; quant à l'attribution de la citoyenneté aux Latins et aux Italiens, elle empiète sur un privilège du peuple romain. Caïus perd ainsi l'appui d'une partie de ceux qui l'avaient soutenu jusqu'alors, et aussi celui du consul Caius Fannius Strabo, dont il avait soutenu l'élection.
Lorsqu'il part superviser la construction de la colonie à Carthage, ses adversaires en  profitent pour le discréditer. Lors de l'élection des tribuns pour l'année 121 av. J.-C., il n'est pas réélu.
Aussitôt, une loi ordonne le démantèlement de la colonie de Carthage. Caïus fait appel de la décision mais échoue. Il tente alors de faire sécession avec ses partisans comme la plèbe avait autrefois fait sécession contre les patriciens sur le Mont sacré. Le Sénat réplique en promulguant un senatus consultum ultimum qui autorise l'élimination de Caïus par n'importe quel moyen.
Caïus et l'un de ses esclaves s'enfuient et parviennent au bois sacré de Furrina, sur le Janicule, où ils trouvent la mort en 121. Caïus a-t-il été tué par son esclave ? S'est-il suicidé ? Les deux hommes ont-ils été rejoints par leurs poursuivants et exécutés ? On ne sait pas. Selon les récits, le poids de sa tête décapitée aurait été mise à prix d'or par les sénateurs, on aurait alors versé du plomb à l'intérieur pour l'alourdir.
La maison de Caïus fut saccagée, le terrain vendu, et la dot de son épouse Licinia confisquée.
C'est la première fois, mais non la dernière, qu'un senatus consultum ultimum avait été prononcé contre un citoyen et qu'une telle vague de violence avait sévi à Rome en raison de divergences politiques.